# Eureka, Nevada
Eureka är administrativ huvudort i Eureka County i Nevada. Enligt 2010 års folkräkning hade Eureka 610 invånare.